# 阿当阿德里
阿當·阿德里·阿都哈林（1989年7月3日—），通稱阿當阿德里（有時譯作阿當阿迪、阿當阿里）是一位马来西亚學生社會運動者。现任马来西亚青年与体育部副部长，目前是马六甲汉都亚再也国会议员。

## 学运生涯
阿当阿德里曾参与多场集會，其中包括于2011年12月17日和500名大專生走上吉隆坡街頭，爭取學術自由及反對鉗制學生的《1971年大專法令》遊行。阿當阿德里曾在布特拉世界貿易中心外降下一面印有时任首相纳吉·阿都拉萨肖像的旗幟，並換上一面爭取學術自由運動的旗幟。
2012年，依大校方以兩項罪名傳召阿當阿德里出席此聽證會，即：一、破壞大學名聲；二、危害公共秩序和安全。
阿当阿德里于2013年5月13日，在隆雪华堂一场关于513事件的讲座上发言时，号召人民上街推翻巫统。5月18日下午3时15分，經常參與集會的學運領袖阿當阿里，于孟沙在1948年煽動法令4（1）條文下遭到警方逮捕，並被送進增江拘留所。
2015年8月1日，阿当阿德里举行“缉拿纳吉集会”，以迫使涉及一个马来西亚发展有限公司丑闻（1MDB）的首相纳吉·阿都拉萨下台。

## 政治生涯
2021年9月16日，阿当阿德里和另外20名年轻社运分子入正式加入人民公正黨。
2022年7月17日，担任公青团总团长一职，为第五任人民公正黨青年团总团长。同年7月29日，代表公青团团长担任希盟青年团署理团长一职，与诚信党青年团团长莫哈末哈斯比、诚信党女青年团团长诺塔卡法以及沙巴民统党青年团团长菲力约瑟夫共同就任，希盟青年团团长为民主行动党社会主义青年团团长俞利文。
2022年，第15届大选成功为公正党捍卫汉都亚再也国席，以8千638多数票当选国会议员。2022年12月10日，委任马来西亚青年与体育部副部长一职。

## 选举成绩
| 年份 | 选区                   | 候选人 | 候选人                   | 得票数 | 得票率 | 竞选对手                   | 竞选对手           | 得票数 | 得票率 | 总票数 | 多数票 | 投票率 |
| ---- | ---------------------- | ------ | ------------------------ | ------ | ------ | -------------------------- | ------------------ | ------ | ------ | ------ | ------ | ------ |
| 2022 | 马六甲 P137 汉都亚再也 |        | 阿当阿德里（人民公正党） | 39,418 | 41.72% |                            | 莫哈末立端（巫统） | 30,780 | 32.58% | 94,486 | 8,638  | 79.74% |
| 2022 | 马六甲 P137 汉都亚再也 |        | 阿当阿德里（人民公正党） | 39,418 | 41.72% | 阿祖鲁丁（土著团结党）     | 23,549             | 24.92% |        | 94,486 | 8,638  | 79.74% |
| 2022 | 马六甲 P137 汉都亚再也 |        | 阿当阿德里（人民公正党） | 39,418 | 41.72% | 赛依占赛沙烈（祖国斗士党） | 739                | 0.78%  |        | 94,486 | 8,638  | 79.74% |